# إيفلين (إقليم فرنسي)
إيفلين (بالفرنسية: Yvelines)‏ هو إقليم فرنسي تابع لمنطقة إيل دي فرانس حيث أخذ اسمه من نهر .

## أعلام
- موريس بلانشو
- روبرت مرلي
- لوران شفارتز
- ليونيل راي
- روجر دوتشسن